# Elhadj Gando Barry
Pour les articles homonymes, voir Barry.
Elhadj Gando Barry, est un homme politique guinéen.
Ministre conseiller chargé des infrastructures et des transports à la présidence de la république.
Il est Ministre des Infrastructures et des Travaux publics au sein du gouvernement dirigé par Bernard Goumou du 18 novembre 2022 au 19 février 2024.
Depuis le 11 septembre 2024, il est nommé directeur général de la société Électricité de Guinée.

## Parcours professionnel
Avant d'être ministre, Elhadj Gando Barry secrétaire général du Ministère du Budget.
Il est nommé par décret le 18 septembre 2022, Ministre des Infrastructures et des Travaux publics.
Le 19 février 2024, le gouvernement Bernard Goumou dont il est membre est dissout par le Comité national du rassemblement pour le développement (CNRD).
Le 13 mars 2024, il est nommé ministre conseiller chargé des Infrastructures et des Transports à la présidence de la république.
Le 11 septembre 2024, il est nommé directeur général de la société Électricité de Guinée.